# Система оперативного постоянного тока
Термин СОПТ (система оперативного постоянного тока) весьма распространён и достаточно активно употребляется в сфере электроэнергетики. Однако среди профессионалов бытует мнение, что определение понятия СОПТ как системы не имеет четкой формулировки. Так, в технической документации ОАО «ФСК ЕЭС» дается определение СОПТ как электроустановки, обеспечивающей питание электроприемников постоянного тока. Другие крупнейший энергетические компании (например ПАО «Россети», ОАО МРСК Центра) в документации упоминают термин СОПТ, однако в описании не используют четкой формулировки, а лишь перечисляют требования к системе.
Таким образом, термин СОПТ можно определить как совокупность преобразовательных, накопительных и распределительных устройств электрической энергии, единая цель которых — снабжать постоянным оперативным током все подключенные к ним устройства вторичной коммутации, как в нормальном режиме, так и в течение заданного времени при исчезновении напряжения на шинах собственных нужд.

## Назначение
Оперативный ток нужен для обеспечения энергией вторичных цепей электростанции или подстанции (цепей электромагнитов отключения и включения коммутационных аппаратов, устройств управления, автоматики, сигнализации, защиты и измерения, телемеханики и прочего). Системы оперативного постоянного тока могут эксплуатироваться на подстанциях 35/6(10) кВ, распределительных пунктах 6(10) кВ и ПС 35-750 кВ.

## Состав СОПТ
В зависимости от запроса эксплуатирующей стороны, параметры и комплектующие СОПТ могут иметь отличительные вариации. Однако в большинстве случаев состав системы оперативного постоянного тока подразумевает типичные компоненты:
- Аккумуляторы;
- Зарядное устройство;
- Щит постоянного тока (ЩПТ)
- Шкафы распределения оперативного тока (ШРОТ)

СОПТ может иметь централизованную или децентрализованную структуру. В децентрализованной СОПТ применяется два и более гальванически развязанных комплектами источников постоянного тока, обеспечивающих питание отдельных групп электроприемников, в централизованной — только один.
Одной из самых наиболее часто применяемых конфигураций СОПТ на данный момент являются щиты постоянного тока (ЩПТ), внедряемые на подстанциях 6-110 кВ. В состав ЩПТ в общем случае, входят:
- шкаф оперативного тока (ШОТ) или аппарат управления оперативным током (АУОТ);
- шкаф аккумуляторных батарей (ШАБ);
- шкаф распределения постоянного оперативного тока (ШРОТ).